# Luka Špik
Luka Špik (ur. 9 lutego 1979 w Kranju) – słoweński wioślarz, trzykrotny medalista olimpijski, trzykrotny mistrz świata.
Złoty medalista w wioślarskiej dwójce podwójnej z Iztokem Čopem podczas igrzysk olimpijskich w 2000 roku w Sydney.

## Osiągnięcia
- Igrzyska Olimpijskie – Atlanta 1996 – dwójka podwójna – 14. miejsce
- Mistrzostwa Świata – Kolonia 1998 – dwójka podwójna – 14. miejsce
- Mistrzostwa Świata – St. Catharines 1999 – dwójka podwójna – 1. miejsce
- Igrzyska Olimpijskie – Sydney 2000 – dwójka podwójna – 1. miejsce
- Mistrzostwa Świata – Lucerna 2001 – dwójka podwójna – 5. miejsce
- Mistrzostwa Świata – Sewilla 2002 – czwórka podwójna – 8. miejsce
- Mistrzostwa Świata – Mediolan 2003 – dwójka podwójna – 4. miejsce
- Igrzyska Olimpijskie – Ateny 2004 – dwójka podwójna – 2. miejsce
- Mistrzostwa Świata – Gifu 2005 – dwójka podwójna – 1. miejsce
- Mistrzostwa Świata – Gifu 2005 – czwórka podwójna – 2. miejsce
- Mistrzostwa Świata – Eton 2006 – dwójka podwójna – 2. miejsce
- Mistrzostwa Świata – Monachium 2007 – dwójka podwójna – 1. miejsce
- Igrzyska Olimpijskie – Pekin 2008 – dwójka podwójna – 6. miejsce
- Mistrzostwa Europy – Ateny 2008 – dwójka podwójna – 7. miejsce
- Mistrzostwa Świata – Poznań 2009 – dwójka podwójna – 5. miejsce
- Igrzyska Olimpijskie – Londyn 2012 – dwójka podwójna – 3. miejsce